# Giulio Masetti (bispo)
Giulio Masetti (falecido a 2 de setembro de 1592) foi um prelado católico romano que serviu como bispo de Reggio Emilia (1585–1592).

## Biografia
A 7 de outubro de 1585, Giulio Masetti foi nomeado bispo de Reggio Emilia durante o papado de Sisto V. No dia 13 de outubro de 1585, foi consagrado bispo por Giulio Antonio Santorio, cardeal-presbítero de San Bartolomeo all'Isola. Serviu como bispo de Reggio Emilia até à sua morte a 2 de setembro de 1592.
Enquanto bispo, foi o principal co-consagrador de Girolamo Bernerio, bispo de Ascoli Piceno.